# Mohamed El Makrini
Mohamed El Makrini, né le 6 juillet 1987 à Utrecht aux Pays-Bas, est un footballeur néerlandais d'origine marocaine. Il évolue au poste de milieu de terrain au Kilmarnock, en Scottish Premiership.

## Biographie
Mohamed El Makrini naît à Utrecht dans une famille marocaine originaire de Zeghanghane.
Il joue 46 matchs en première division danoise avec l'équipe d'Odense BK, marquant un but.
Le 9 juillet 2019, il rejoint le club écossais de Kilmarnock.

## Palmarès
- Champion des Pays-Bas de D2 en 2013 avec le SC Cambuur